# Mérite cantonal vaudois
Le Mérite cantonal vaudois est une distinction donnée par le gouvernement du canton de Vaud à des personnes ayant fait honneur au canton.

## Formulation et remise
Le Mérite cantonal vaudois, parfois simplement appelé Mérite vaudois, a été créé le 13 décembre 2006 et peut être attribué « à toute personne physique ou morale dont l’activité a fait ou fait honneur au Canton de Vaud dans une mesure exceptionnelle et contribue ainsi d’une façon significative à son rayonnement », selon l'article premier de l'arrêté pris à cette occasion.

## Personnalités distinguées
Lors de la première cérémonie de remise du Mérite, qui s'est tenue en 2008 au château de Chillon, les cuisiniers Frédy Girardet et Philippe Rochat, ainsi que le sportif et chef d'entreprise Bertrand Cardis, ont été décorés. Deux ans plus tard, c'est au château de Lucens que Maurice Cosandey premier président de l'École polytechnique fédérale de Lausanne, Hélène Brioschi Levi directrice des soins du Centre hospitalier universitaire vaudois et Philippe Jaccottet écrivain et traducteur, ont reçu à leur tour cette distinction.
En 2011, quatre personnalités sont distinguées : la sportive Madeleine Chamot-Berthod, la directrice du groupe romand d'accueil et d'action psychiatrique Madeleine Pont, le directeur du Théâtre Vidy-Lausanne René Gonzalez et l'astrophysicien Claude Nicollier.